# Иларион Васдекас
Иларион Васдекас или Басдекас (на гръцки: Ιλαρίων Βασδέκας) е гръцки духовник, архимандрит, теолог.

## Биография
Роден е в 1878 година в западномакедонския град Костур. Учи в родния си град, а след това в Богословския факултет на Санктпетербургския държавен университет. Продължава обучението си в семинарията на остров Халки и в Оксфорд. След това се установява в Света гора. Ръкоположен е за свещеник и служи в църквата „Света София“ в Лондон, част от Тиатирската и Великобританска епархия на Вселенската патриаршия. Там оглавява гръцкото училище. Служи в православни църкви в Индия, в Браила, Румъния и в Генуа, Италия. Става преподавател по православно богословие във Варшавския университет.
В 1931 година умира митрополит Йоаким Костурски и наместник на Костурската епархия става Диодор Сисанийски. Костурската община развива широка кампания на поста да бъде назначен Иларион, но в 1936 година митрополит става Никифор. По време на Втората световна война Иларион е изпратен в Унгария, където се опитва да защитава преследвани от властите гърци и е изпратен в затвора. След войната му е връчен Орденът на феникса. В 1946 година заминава за Виена.
Умира в 1946 година във Виена.
Васдекас е автор на богословски изследвания, предимно на руски, английски и полски език:
- Никодим Святогорец и его богословско-литературная деятельность (1910)
- The Teaching of Eastern Church with Regard to the Holy Eucharist in the Sixteenth-Seventeenth Centuries (1914)
- O Tradycji Świętej (1933)